# Brunnthal
Brunnthal è un comune tedesco di 4 666 abitanti, situato nel land della Baviera.
Si trova nel Circondario di Monaco di Baviera, pochi chilometri a sud del capoluogo bavarese.
È formato da 10 centri urbani:
- Brunnthal (capoluogo)
- Englwarting
- Faistenhaar
- Hofolding
- Kirchstockach
- Neukirchstockach
- Otterloh
- Portenläng
- Riedhausen
- Waldbrunn